# Acacia stellata
Acacia stellata é uma espécie de leguminosa do gênero Acacia, pertencente à família Fabaceae.